# Nazar (amuleto)

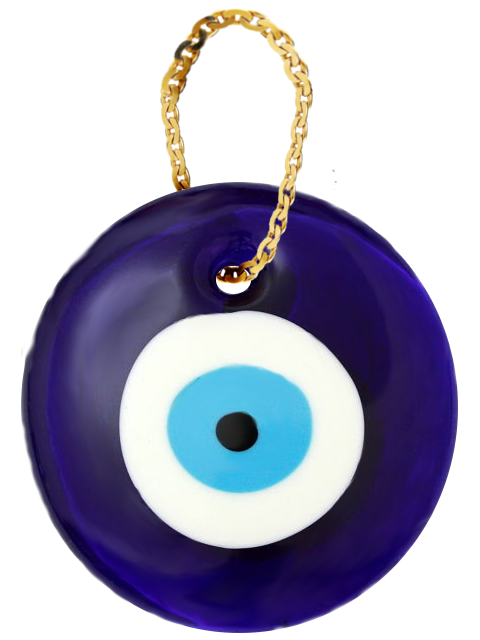
Amuleto nazar

Un nazar (dall'arabo نَظَر  /naðˤar/, derivante da una parola che significa "vista", "sorveglianza", "attenzione" e altri concetti simili), in italiano comunemente chiamato occhio di Allah o meno frequentemente occhio di Medusa, è un amuleto a forma di occhio stilizzato, che si ritiene offrire protezione dal malocchio. Molto popolare in Turchia, si trova anche con lo stesso nome nelle lingue azera, bengalese, hindi, curda, pashto, persiana, punjabi, urdu e altre.
In Turchia si trova anche come nazar boncuğu (l'ultima parola deriva da boncuk, "vago" o "perlina" in turco, a sua volta derivato dall'arabo), mentre in Grecia si chiama mati, in Iran cheshm nazar (چشم نظر) o nazar qurbāni (نظرقربانی). Nel Subcontinente indiano la frase "Nazar lag gayi" indica qualcuno colpito dal malocchio.
Il nazar, spesso in vetro o pasta vitrea o ceramica, rappresenta un occhio che è sempre vigile contro il malocchio gettato, anche involontariamente, dai complimenti che celano invidia.
Nel 2018 è stato incluso nella specifica Unicode con il codice U+1F9FF 🧿 NAZAR AMULET.